# Arcopilus aureus
Arcopilus aureus (Chivers) X.Wei Wang & Samson – gatunek grzybów z rzędu Sordariales. Grzyb mikroskopijny.

## Systematyka
Pozycja w klasyfikacji według Index FungorumChaetomium, Chaetomiaceae, Sordariales, Sordariomycetidae, Sordariomycetes, Pezizomycotina, Ascomycota, Fungi.
Po raz pierwszy opisał go w 1912 r. Arthur Houston Chivers, nadając mu nazwę Chaetomium aureum. Obecną nazwę nadali mu X.Wei Wang i Robert Archibald Samson w 2016 r. Synonimy:
- Chaetomium aureum Chivers 1912
- Chaetomium confusum Van Warmelo 1967

## Morfologia i rozwój
Perytecja w kształcie kolby, brązowoczarne i pokryte długimi włoskami. Włoski końcowe (na szczycie perytecjum) są oliwkowożółte, brązowe lub czerwonobrązowe i zakrzywione na końcach. Włoski boczne (po bokach perytecjum) są podobnie oliwkowożółte i mają jednolitą średnicę z mniej wyraźnym zakrzywieniem na końcach. Worki maczugowate z ośmioma zarodnikami ułożonymi nieregularnie lub w dwóch rzędach. Młode askospory znajdujące się w worku są szkliste, ale w stanie dojrzałym ciemnozielone lub brązowe. Po osiągnięciu dojrzałości askospory mają kształt łódeczki, nerki lub cytryny, ze zwężającymi się porami rostkowymi na obu końcach. Dojrzałe owocniki mają średnicę około 80–160 μm wielkości.
Tempo wzrostu A. aureus wynosi około 4–5 mm dziennie. Dojrzewanie zwykle następuje w ciągu 10 dni. A. aureus można odróżnić od podobnych gatunków po czerwonych, żółtych i pomarańczowych wydzielinach, które tworzą kolorowe kolonie w hodowli.

## Występowanie i siedlisko
Podano stanowiska w Ameryce Północnej, Południowej, Europie, Azji i Afryce. W Polsce podano stanowiska w glebie, na korzeniach roślin wodnych oraz włośnikach i korzeniach sosny (pod nazwą Chaetomium aureum).
Grzyb saprotroficzny.